# Wilson Piazza
Wilson da Silva Piazza (Ribeirão das Neves, 25 febbraio 1943) è un ex calciatore brasiliano di ruolo difensore, campione del mondo nel 1970 con la Nazionale brasiliana.
È il quarto calciatore di sempre per numero di presenze del Cruzeiro (559), dietro Zé Carlos (619) Dirceu Lopes (601) e Fábio Deivson Lopes Maciel (930).

## Carriera

### Club
Piazza iniziò la sua carriera nel 1961 nelle file del Renascença, squadra di Belo Horizonte.
Nel 1964 firmò per il Cruzeiro, dove rimase fino al 1979, anno in cui si ritirò dal calcio. Con il Cruzeiro vinse 10 volte il Campionato Mineiro, una Taça Brasil e una Coppa Libertadores.
Durante la sua carriera vinse anche il Bola de Prata, premio assegnato dalla rivista Placar ai migliori 11 giocatori del campionato brasiliano, nel 1972.

### Nazionale
Piazza conta 52 presenze con la Nazionale brasiliana, con cui esordì il 25 giugno 1967 a Montevideo contro l'Uruguay (0-0).
Ha fatto parte della selezione che vinse i Mondiali 1970, dove scese in campo in tutte e sei le partite giocate dalla Seleção, di quella che partecipò ai Mondiali 1974, dove disputò tre partite, e di quella per la Coppa America 1975, nella quale disputò la sua ultima partita ufficiale con i verdeoro in semifinale contro il Perù (0-2).

## Palmarès

### Club

#### Competizioni nazionali
- Campionato Mineiro: 10

Cruzeiro: 1965, 1966, 1967, 1968, 1969, 1972, 1973, 1974, 1975, 1977
- Taça Brasil: 1

Cruzeiro: 1966

#### Competizioni internazionali
- Coppa Libertadores: 1

Cruzeiro: 1976

### Nazionale
- Campionato mondiale: 1

Messico 1970

### Individuale
- Bola de Prata: 1

1972